# Der Lehrer
Der Lehrer (lett. "L'insegnante") è una serie televisiva tedesca ideata da Peter Freiberg e Thomas Koch, prodotta da Sony Pictures Film und Fernseh Produktions e trasmessa dal 2009 al 2021 dall'emittente RTL Television. Protagonista della serie, nel ruolo di Stefan Vollmer, è l'attore Hendrik Duryn; altri interpreti principali sono Jessica Ginkel, Lars Gärtner, Ulrich Gebauer, Rainer Piwek, Antje Widdra, Nadine Wrietz e Andrea Bürgin.
La serie si compone di 9 stagioni per un totale di 98 episodi. Il primo episodio, intitolato Der Neue, è stato trasmesso in prima visione il 10 agosto 2009.

## Trama
Protagonista delle vicende è Stefan Vollmer, che viene assunto come insegnante di chimica presso la scuola "Willy Brandt".  Vollmer si caratterizza per i suoi metodi di insegnamento non convenzionali.

## Episodi
| Stagione         | Puntate | Prima TV Germania |
| ---------------- | ------- | ----------------- |
| Prima stagione   | 9       | 2009              |
| Seconda stagione | 8       | 2013              |
| Terza stagione   | 10      | 2015              |
| Quarta stagione  | 13      | 2016              |
| Quinta stagione  | 13      | 2017              |
| Sesta stagione   | 12      | 2018              |
| Settima stagione | 10      | 2018              |
| Ottava stagione  | 10      | 2019              |
| Nona stagione    | 13      | 2021              |